# Christian Herfurth
Christian Herfurth (* 27. Juli 1972 in Wiesbaden) ist ein deutscher Politiker (CDU). Er ist seit 2014 Bürgermeister von Idstein.

## Leben
Nach dem Abitur Pestalozzischule Idstein studierte er Rechtswissenschaft und Politikwissenschaft. Nach einer Lehre als Bürokaufmann arbeitete er einige Jahre in diesem Beruf bei der LSG Fraport GmbH, bevor den Posten des hauptamtlichen Geschäftsführers der CDU-Kreistagsfraktion im Rheingau-Taunus-Kreis übernahm.

## Politik
Christian Herfurth trat 1987 in die Junge Union ein, wo er von 1989 bis 1999 Vorsitzender der Jungen Union Idstein war. 1988 trat er in die CDU ein. Bei den Kommunalwahlen in Hessen 1998 wurde er als Stadtverordneter in die Stadtverordnetenversammlung der Stadt Idstein gewählt, wo er ab 2007 gewählter Stadtverordnetenvorsteher war. Christian Herfurth war Geschäftsführer der CDU-Kreistagsfraktion im Rheingau-Taunus-Kreis und Pressesprecher der CDU Rheingau-Taunus.
Bei der Wahl zum Bürgermeister der Stadt Idstein am 22. September 2013 setzte er sich mit 56,1 Prozent (7.426 Stimmen) gegen mehrere Mitbewerber durch. Er trat sein Amt als Nachfolger von Bürgermeister Gerhard Krum (SPD) am 14. Januar 2014 an. Am 26. Mai 2019 wurde er mit 54,0 Prozent (6.782 Stimmen) der abgegebenen Stimmen wiedergewählt.